# 伊蒂基拉
伊蒂基拉是巴西马托格罗索州的一个市镇。总面积8638.691平方公里，总人口12159人，人口密度1.4人/平方公里。